# Майстрів
Ма́йстрів — село в Україні, у Звягельському районі Житомирської області. Населення становить 512 осіб.

## Географія
Через село тече річка Кропивня, права притока Случі.
Межує на півночі з Маковицями, на північному сході з Наталівкою, на сході із Звягелем, на південному сході із Суслами, на південному заході з Анетою, на північному заході з Пилиповичами.

## Історія
У 1906 році село Жолобенської волості Новоград-Волинського повіту Волинської губернії. Відстань від повітового міста 5 верст, від волості 15. Дворів 2, мешканців 9.
Колищній орган місцевого самоврядування — Майстрівська сільська рада.

## Населення

### Мова
Розподіл населення за рідною мовою за даними перепису 2001 року:
| Мова       | Кількість | Відсоток |
| ---------- | --------- | -------- |
| українська | 497       | 97.07%   |
| російська  | 15        | 2.93%    |
| Усього     | 512       | 100%     |

## Відомі люди
Уродженцем села є Козак Віктор Олександрович (1973—2015) — старший прапорщик Збройних сил України, учасник російсько-української війни.